# Jarosław Wypijewski
Jarosław Jerzy Wypijewski (ur. 7 sierpnia 1968 w Inowrocławiu) – oficer dyplomowany polskiej Marynarki Wojennej w stopniu wiceadmirała; Komendant Portu Wojennego Gdynia im. gen. bryg. Stanisława Dąbka (2018–2019); dyrektor Departamentu Zwierzchnictwa nad Siłami Zbrojnymi Biura Bezpieczeństwa Narodowego (2022–2025); od 8 sierpnia 2025 r. dyspozycja dyrektora Departamentu Kadr MON z wykonywaniem zadań w Sztabie Generalnym Wojska Polskiego.

## Życiorys
Jarosław Wypijewski, syn Bożeny i Andrzeja Wypijewskich urodził się 7 sierpnia 1968 r. w Inowrocławiu. Ukończył Szkołę Podstawową nr 14 i I Liceum Ogólnokształcące im. Jana Kasprowicza w Inowrocławiu (klasa biologiczno-chemiczna). W szkole podstawowej i średniej uprawiał sport, zdobył tytuł mistrza województwa w biegu na 200 m. oraz mistrzostwo Polski szkół średnich w sztafecie 4x400 m. będąc w składzie drużyny MKS Inowrocław. Jego dziadek Antoni Wypijewski był powstańcem wielkopolskim. Walczył w powstaniu jako ochotnik. Jarosław Wypijewski jest spadkobiercą jego krzyża powstańczego. Później jego dziadek walczył w 1920 r., w wojnie polsko-bolszewickiej za którą był odznaczony Krzyżem Walecznych. W 1939 r. bronił naszej wschodniej granicy, został internowany i zesłany na Syberię, przeżył zesłanie i dołączył do armii generała Władysława Andersa. Walczył pod Monte Cassino.

### Wykształcenie
Absolwent: Wyższej Szkoły Oficerskiej Wojsk Zmechanizowanych we Wrocławiu (1991); Wyższej Szkoły Pedagogicznej w Bydgoszczy (1999); Akademii Marynarki Wojennej w Gdyni; Akademii Sztuki Wojennej w Warszawie.

### Służba wojskowa
W 1987 r. rozpoczął studia wojskowe w Wyższej Szkole Oficerskiej Wojsk Zmechanizowanych we Wrocławiu, które ukończył w sierpniu 1991 r. 2 października 1991 r. otrzymał przydział służbowy do Gdyni, gdzie objął stanowisko służbowe – oficer sztabu w batalionie ochrony i obsługi Komendy Portu Wojennego Gdynia. W 1992 r. ukończył kurs komendantów garnizonowych ośrodków samoobrony. W 1999 r. po ukończeniu Wyższej Szkoły Pedagogicznej w Bydgoszczy został wyznaczony na stanowisko szefa sztabu w batalionie ochrony i obsługi Komendy Portu Wojennego Gdynia, po czym po kilku miesiącach objął funkcję dowódcy batalionu. Następnie pełnił służbę na stanowisku szefa szkolenia Komendy Portu Wojennego Gdynia, gdzie służył w latach 2002–2011. W okresie tym, od września 2008 r. do listopada 2009 r. pełnił służbę w ramach dwóch misji na Wzgórzach Golan w Siłach Rozdzielająco-Obserwacyjnych ONZ w Polskim Kontyngencie Wojskowym UNDOF Syria na stanowisku starszego oficera operacyjnego. Z misji powrócił w listopadzie 2009 r. pełniąc dalej służbę na stanowisku szefa szkolenia Komendy Portu Wojennego Gdynia. W okresie od 28 października 2010 r. do 20 kwietnia 2011 r. wykonywał zadania w ramach VIII zmiany Polskiego Kontyngentu Wojskowego w Afganistanie, po czym po misji dalej pełnił służbę w Komendzie Portu Wojennego Gdynia na stanowisku szefa szkolenia. 
W 2011 r. został wyznaczony na stanowisko służbowe Komendanta Garnizonu Gdynia, gdzie sprawował tę funkcję do 31 grudnia 2012 r. Z początkiem 2013 r. objął stanowisko w Dowództwie Marynarki Wojennej. 15 sierpnia 2013 r. kmdr por. Jarosław Wypijewski został uhonorowany przez prezydenta RP Bronisława Komorowskiego na dziedzińcu Belwederu w Warszawie Morskim Krzyżem Zasługi z Mieczami. 26 listopada 2013 r. został skierowany po raz czwarty do wykonywania zadań poza granicami kraju, w ramach XIV zmiany w Polskim Kontyngencie Wojskowym w Afganistanie, gdzie pełnił służbę do 5 czerwca 2014 r.. Na wszystkich czterech misjach łącznie odbył ponad 500 patroli poza bazą wojskową. W czerwcu 2014 r., po misji w Afganistanie otrzymał przydział służbowy do DG RSZ, pełniąc obowiązki szefa wydziału bazy szkoleniowej. 16 lutego 2015 r. objął obowiązki Zastępcy Komendanta – Szefa Sztabu Komendy Portu Wojennego Gdynia. 
Od 17 kwietnia do 15 czerwca 2028 r. ukończył (z pierwszą lokatą – jako prymus został wyróżniony przez gen. bryg. Andrzeja Danielewskiego, Inspektora Szkolenia DGRSZ)) Kurs Dowódców Oddziałów w ASzW. 31 stycznia 2018 r. w związku z odejściem do rezerwy kmdr. Andrzeja Łysakowskiego dowodzenie Komendą Portu Wojennego Gdynia objął kmdr por. Jarosław Wypijewski, dotychczasowy zastępca komendanta – szef sztabu. 5 marca 2018 r. został mianowany na wyższy stopień wojskowy, a akt mianowania komendantowi Portu Wojennego Gdynia kmdr. Jarosławowi Wypijewskiemu wręczył w imieniu ministra obrony narodowej dowódca 3 Flotylli Okrętów kadm. Krzysztof Jaworski, z dniem objęcia obowiązków służbowych 1 marca 2018 r. w stopniu komandora. Będąc Komendantem Portu Wojennego w Gdyni wykonywał zadania oddziału gospodarczego, zaopatrywał kilkadziesiąt jednostek wojskowych, realizował m.in. zadania logistyczne i finansowe. 16 sierpnia 2019 r., w związku ze skierowaniem do służby w Biurze Bezpieczeństwa Narodowego, przekazał w Gdyni w obecności dowódcy 3 Flotylli Okrętów kadm. Mirosława Jurkowlańca obowiązki komendanta Portu Wojennego Gdynia dla dotychczasowego swojego zastępcy kmdr. por. Przemysława Czernuszyca, po czym został szefem zespołu w Departamencie Zwierzchnictwa nad Siłami Zbrojnymi BBN. 8 sierpnia 2020 r. reprezentował prezydenta RP Andrzeja Dudy uczestnicząc w Warszawie w uroczystości mianowania na pierwszy stopień oficerski absolwentów Wojskowej Akademii Technicznej oraz absolwentów Studium Oficerskiego Akademii Marynarki Wojennej. 
Z dniem 4 listopada 2022 r. został dyrektorem Departamentu Zwierzchnictwa nad Siłami Zbrojnymi Biura Bezpieczeństwa Narodowego. 10 listopada 2022 r. został mianowany przez prezydenta RP Andrzeja Dudę na stopień kontradmirała. 8 lipca 2025 r. wiceadmirał Jarosław Wypijewski, dyrektor Departamentu Zwierzchnictwa nad Siłami Zbrojnymi w Biurze Bezpieczeństwa Narodowego, wręczył w imieniu Prezydenta Krzyże Zasługi za Dzielność (odznaczenie nadawane przez Prezydenta RP za czyny męstwa i odwagi, dokonane w obronie życia i zdrowia obywateli oraz podczas pełnienia obowiązków służbowych) dla 11 polskich weteranów misji pokojowej ONZ w Kambodży, o ataki na bazę Siem Reap (3 maja 1993), bazę Kampong Thom (4–5 maja 1993) oraz na patrol saperski (31 maja 1993). 10 listopada 2024 r. prezydent RP Andrzej Duda mianował go na stopień wiceadmirała. 11 maja 2025 r. reprezentował prezydenta RP Andrzeja Dudę uczestnicząc w Warszawie w uroczystości mianowania na pierwszy stopień oficerski absolwentów kursu oficerskiego, wśród promowanych było 34 księży katolickich, jak i reprezentanci innych wyznań, którzy po raz pierwszy w tak dużej liczbie ukończyli szkolenie oficerskie. 8 sierpnia 2020 r. reprezentował prezydenta RP Andrzeja Dudy uczestnicząc w Warszawie w uroczystości mianowania na pierwszy stopień oficerski absolwentów Wojskowej Akademii Technicznej oraz absolwentów Studium Oficerskiego Akademii Marynarki Wojennej. 7 sierpnia 2025 r. przekazał obowiązki dyrektora Departamentu Zwierzchnictwa nad Siłami Zbrojnymi Biura Bezpieczeństwa Narodowego dla gen. bryg. Adama Rzeczkowskiego. 8 sierpnia 2025 r. został skierowany do dyspozycji dyrektora Departamentu Kadr MON, który wyznaczył go do wykonywania zadań w Sztabie Generalnym Wojska Polskiego.

## Awanse
- podporucznik – 1991[28]
- porucznik marynarki – 1994[29]
- kapitan marynarki – 1998[30]
- komandor podporucznik – 2002[31]
- komandor porucznik – 2004[32][33]
- komandor – 1 marca 2018[34]
- kontradmirał – 10 listopada 2022[35]
- wiceadmirał – 10 listopada 2024[1]

## Ordery, odznaczenia i wyróżnienia
- Krzyż Kawalerski Orderu Odrodzenia Polski – 2025[36]
- Srebrny Krzyż Zasługi[37]
- Morski Krzyż Zasługi z Mieczami – 2013[38]
- Srebrny Medal za Długoletnią Służbę[37]
- Medal ONZ za misję UNDOF[37]
- Gwiazda Afganistanu – dwukrotnie[37]
- Medal NATO za misję ISAF[37]
- Złoty Medal „Siły Zbrojne w Służbie Ojczyzny” – 2018[39]
- Złoty Medal „Za zasługi dla obronności kraju”[37]
- Medal pamiątkowy Akademii Sztuki Wojennej – 2018[9]
- Złoty Medal „Za Zasługi dla Pożarnictwa” – 2019[40]
- Medal Jubileuszowy z okazji dwudziestopięciolecia powstania Wojskowej Ochrony Przeciwpożarowej – 2019[40]
- Medal 100-lecia Odzyskania Niepodległości – 2019[41]
- Medal „Pro Bono Poloniae” – 2023[42]
- Krzyż Pamiątkowy Akcji „Burza” – 2024[43]
- Medal „60 Lat Udziału Polski w Misjach Poza Granicami Państwa” (Stowarzyszenie Kombatantów Misji Pokojowych ONZ) – 2015[44]
- Kombatancki Krzyż Pamiątkowy „Zwycięzcom” (ZKRPiBWP) – 2015[44]
- Odznaka Honorowa Marynarki Wojennej[37]
- Honorowa broń biała „Kordzik Honorowy Sił Zbrojnych RP” (wyróżniony przez Dowódcę Generalnego Rodzajów Sił Zbrojnych) – 2018[39]
- Buzdygan Honorowy – 10 listopada 2022[35]
- Odznaka pamiątkowa Portu Wojennego Gdynia – 2018, ex officio
- Odznaka Skoczka Spadochronowego Wojsk Powietrznodesantowych[45]  – 1989
- Wojskowa Odznaka Sprawności Fizycznej I stopnia[45]